# Villa Trebitsch

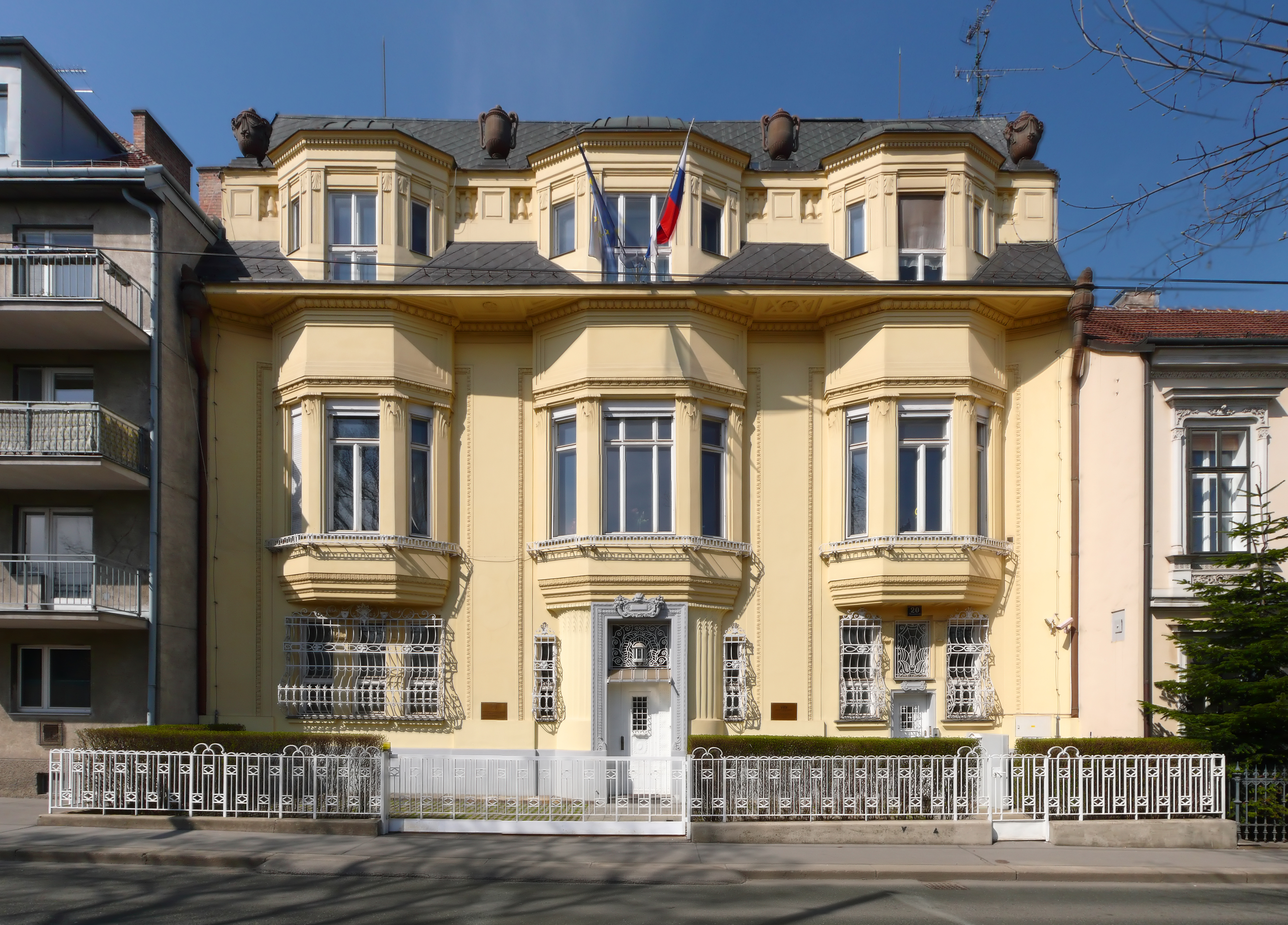
Die Villa Trebitsch

Die Villa Trebitsch, errichtet 1907 bis 1908 für den Schriftsteller und Übersetzer Siegfried Trebitsch, ist ein repräsentatives Wohngebäude an der Maxingstraße 20 im 13. Wiener Gemeindebezirk Hietzing. Es dient heute als Residenz des slowakischen Botschafters.
Planverfasser des Baus war Ernst Gotthilf, die Ausführung oblag Stadtbaumeister Hugo Schuster, der ihn für den Übersetzer der Werke von George Bernard Shaw, Siegfried Trebitsch, errichtete. Ein seit 1893 vorhandenes Glashaus im Garten wurde 1915 durch einen Neubau von Adolf Micheroli (1864–1935) ersetzt. Die Villa wurde in der NS-Zeit beschlagnahmt und diente als Büro eines Militärgerichts, die kostbare Inneneinrichtung wurde zur Bezahlung der von Trebitsch erpressten Reichsfluchtsteuer versteigert. Darunter befand sich u. a. eine zweiteilige Panzerkassa der Firma S. J. Arnheim. Wegen der „arischen“ Herkunft von Trebitschs Ehefrau Tina, der Hälfteeigentümerin der Liegenschaft, wurde das Haus nicht „arisiert“. 1946/47 wurde es an die Tschechoslowakische Republik verkauft; 1990 wurde es im Inneren nach Plänen von Franz Josef Perotti in allen Geschoßen grundlegend umgebaut. Das Gebäude wird heute gelegentlich auch kulturell genutzt.